# IC 2330
IC 2330 је појединачна звијезда у сазвјежђу Рак која се налази на листи објеката дубоког неба у Индекс каталогу.
Деклинација објекта је + 18° 51' 12" а ректасцензија 8h 22m 23,2s.